# Умаров Акмаль Нарзийович
Акмаль Нарзийович Умаров (13 березня 1936, станція Каракуль, тепер місто Бухарської області, Узбекистан) — радянський узбецький діяч, наладчик виробничого об'єднання «Фотон» міста Ташкента Узбецької РСР. Член Центральної контрольної комісії КПРС у 1990—1991 роках.

## Життєпис
У 1955 році закінчив Каракульську середню школу Бухарської області.
У 1955 році працював вчителем середньої школи в Каракульському районі Бухарської області.
З 1955 по 1958 рік служив у Радянській армії.
З 1958 року — вчитель середньої школи в Каракульському районі Бухарської області.
У 1961 році закінчив технічне училище № 5 міста Ташкента.
У 1961—1976 роках — закрійник ательє № 1 Каракульського районного споживчого товариства; настроювач заводу електронної техніки імені Леніна в Ташкенті.
Член КПРС з 1965 року.
У 1976—1978 роках — настроювач, з 1978 року — наладчик виробничого об'єднання «Фотон» міста Ташкента Узбецької РСР.
Подальша доля невідома.